# Christophe de Bade-Durlach
Christophe de Bade-Durlach né le 9 octobre 1684 au Château de Karlsburg à Durlach et décédé le 2 mai 1723 à Karlsruhe) est un prince de la famille de Bade-Durlach.
Christopher est le fils du Margrave Frédéric VII Magnus de Bade-Durlach et d'Augusta-Marie de Holstein-Gottorp (6 février 1649 – 25 avril 1728), fille de Frédéric III de Holstein-Gottorp.
Il est le frère du Margrave Charles-Guillaume de Bade-Durlach, qui règne de 1709 à 1738.

## Famille
Le 4 décembre 1711, il épouse Marie-Christine de Leiningen-Dagsbourg-Falkenbourg-Heidesheim (30 décembre 1692 – 3 juin 1734), fille de Jean-Charles-Auguste de Leiningen-Dagsbourg-Falkenbourg et de Jeanne-Madeleine de Hanau-Lichtenberg.
Le couple a trois enfants :
- Charles-Auguste de Bade-Durlach (14 novembre 1712 – 30 septembre 1786), qui épouse Julienne Schmid (plus tard baronne d'Ehrenberg)
- Charles-Guillaume-Eugène de Bade-Durlach (3 novembre 1713 – 9 mai 1783), militaire de carrière
- Christophe de Bade-Durlach (1717-1789) (5 juin 1717 – 18 décembre 1789), marié le 28 novembre 1779 à Catherine Höllischer Baronne de Freydorf (26 juin 1745 – 23 juillet 1811)

Après la mort de Christophe, son épouse se remarie avec Jean-Guillaume de Saxe-Eisenach en 1727, dont elle est la quatrième épouse.
Deux de ses fils ayant contracté un mariage morganatique et le troisième étant resté célibataire, la branche s'est retrouvée exclue du droit à régner.